# 3-я дивизия лёгкой кавалерии (Франция)
3-я дивизия лёгкой кавалерии (фр. 3e division de cavalerie légère) — кавалерийская дивизия Франции периода наполеоновских войн.

## История дивизии
Дивизия образована 20 апреля 1811 года в Северной Италии в составе Итальянского обсервационного корпуса. 15 февраля 1812 года включена в состав 3-го корпуса кавалерийского резерва.
25 июня дивизия перешла р. Неман у д. Добиллен (южнее Ковно), 7 июля прибыла в Ошмяны. На другой день отряд из 200 всадников, выделенных из 2-й и 11-й бригад, занял Минск, где захватил огромные запасы продовольствия и фуража. 13 июля дивизия без боя овладела Вилейкой с находившимися там русскими складами, 15 июля вступила в Борисов, где также находились значительные запасы продовольствия. В ходе Смоленского маневра кавалеристы Шастеля выбили из Ляд казаков генерал-майора Оленина, а затем многократно и безуспешно атаковали отступавший от Красного отряд генерал-майора Неверовского. 16 августа дивизия сражалась под Смоленском (в тот день отличился 6-й конно-егерский полк, бойцы которого выручили маршала Нея, отбросив окруживших его казаков), 19 августа – при Валутиной Горе. 6 сентября Шастелю была придана 12-я бригада генерала Гюйона из 4-го армейского корпуса (около 900 всадников). Утром 7 сентября его дивизия заняла позицию у устья Семёновского ручья, прозванную французами «углом смерти», и с 10 до 15 часов подвергалась артиллерийскому обстрелу с Курганной батареи. Около 15 часов дивизия перешла ручей Огник к северу от батареи, атаковала построенные в батальонные каре полки 7-й 24-й пехотных дивизий, но успеха не достигла. Позднее полки дивизии участвовали в бою с русской кавалерией (главным образом, с драгунами 2-го кавалерийского корпуса). Около 17 часов дивизия окончательно отступила за Огник. При Бородине был убит полковник фон Витгенштайн, полковник фон Боуршайдт получил сильную контузию, генерал Домманже был ранен в голову сабельными ударами и выбыл из строя, а его 17-я лёгкая бригада сократилась более чем наполовину. В двух баварских шеволежерских полках осталось 200 всадников, саксонский шеволежерский полк «Принц Альбрехт» потерял 8 офицеров и 109 солдат. В 6-м конно-егерском полку было убито и ранено 17 офицеров, смертельно ранен полковник Ле Дар. В 25-м конно-егерском полку ранено 16 офицеров, в 8-м конно-егерском – 10 (в т. ч. полковник Кристоф), 6-й гусарский полк потерял убитыми и ранеными треть личного состава (в т. ч. 6 офицеров). Был смертельно ранен командующий артиллерией капитан Муйе. 8 и 9 сентября дивизия, следуя в авангарде своего корпуса, сражалась с русским арьергардом под Можайском, 10 сентября – при Крымском. В тот же день она свернула к Рузе и далее двигалась к Москве через Звенигород за 4-м армейским корпусом. С 15 сентября дивизия располагалась у с. Петровское на Владимирской дороге, затем выступила к Тульской дороге в составе временного обсервационного корпуса маршала Бессьера, позднее перешла на Старую Калужскую дорогу и участвовала в боях с русским арьергардом 28 сентября при Красной Пахре, 2 октября у Воронова и 4 октября под Спас-Куплей. Офицеры и солдаты, оставшиеся без лошадей, вошли в состав бригады спешенной кавалерии генерала Шарьера. Во время стоянки в «голодном лагере» под д. Винково дивизия потеряла несколько сотен лошадей, павших от бескормицы. 18 октября она участвовала в Тарутинском сражении. При отступлении к Смоленску дивизия сражалась под Вязьмой. 13 ноября в Смоленске её лучшие всадники образовали 3-й полк-пикет сводной Лёгкой кавалерийской дивизии генерала Брюйера в составе кавалерийского корпуса-пикета генерала Латур-Мобура. Этот полк участвовал в боях под Красным. На 20 ноября в 3-й легкой кавалерийской дивизии наряду с большой группой офицеров ещё числилось 59 унтер-офицеров и рядовых, сохранивших своих лошадей. В Бобре 24 ноября все конные офицеры, оставшиеся без должности, вошли в состав 3-й роты полка Почётной гвардии («Священного эскадрона») генерала Груши. 28 ноября «Священный эскадрон» и сводный корпус Латур-Мобура переправились через р. Березина. 8 декабря Почётная гвардия была распущена, а остатки кавалерийского корпуса-пикета 11 декабря расформированы в Ковно.

## Командование дивизии

### Командиры дивизии
- дивизионный генерал Эмманюэль Груши (20 апреля 1811 — 9 января 1812)
- дивизионный генерал Франсуа-Этьен Келлерман (9 января — 26 апреля 1812)
- дивизионный генерал Пьер Шастель (26 апреля 1812 — ноябрь 1813)
- дивизионный генерал Ипполит Пире (19 февраля — 11 апреля 1814)

### Начальники штаба дивизии
- полковник штаба Пьер Лакруа (15 июля — 2 декабря 1812)

## Подчинение
- Итальянский обсервационный корпус (20 апреля 1811 года);
- 3-й кавалерийский корпус Великой Армии (15 февраля 1812 года);
- 1-й кавалерийский корпус Великой Армии (6 февраля 1813 года);
- 5-й кавалерийский корпус Великой Армии (19 февраля 1814 года).

## Организация дивизии
На 20 апреля 1811 года:
- 1-я бригада (командир – бригадный генерал Пьер Готрен)
  - 6-й гусарский полк (командир – полковник Луи Валлен)
  - 8-й конно-егерский полк (командир – полковник Жан-Батист Кюрто)
- 2-я бригада (командир – бригадный генерал Франсуа-Жозеф Жерар)
  - 6-й конно-егерский полк (командир – полковник Франсуа Ле Дар)
  - 25-й конно-егерский полк (командир – полковник Николя Кристоф)
- 3-я бригада (командир – бригадный генерал Николя Тири)
  - 4-й конно-егерский полк (командир – полковник Луи Бульнуа)
  - 19-й конно-егерский полк (командир – полковник Этьен-Луи Мольнуар)
- 4-я итальянская бригада
  - 2-й итальянский конно-егерский полк
  - 3-й итальянский конно-егерский полк

На 1 июля 1812 года:
- 10-я бригада (командир – бригадный генерал Франсуа-Жозеф Жерар)
  - 6-й конно-егерский полк (командир – полковник Франсуа Ле Дар)
  - 25-й конно-егерский полк (командир – полковник Николя Кристоф)
- 11-я бригада (командир – бригадный генерал Пьер Готрен)
  - 6-й гусарский полк (командир – полковник Луи Валлен)
  - 8-й конно-егерский полк (командир – полковник Эдмон де Талейран-Перигор)
- 17-я бригада (командир – бригадный генерал Жан-Батист Домманже)
  - баварский 1-й шеволежерский полк (командир – полковник Карл фон Зайн-Виттгенштайн)
  - баварский 2-й шеволежерский полк Таксиса (командир – полковник Людвиг фон Боуршайдт)
  - саксонский шеволежерский полк Принца Альбрехта (командир – полковник Хайнрих фон Лессинг)
    - Всего: 24 эскадрона, 4050 человек, 6 орудий, 4490 лошадей.

На 16 октября 1813 года:
- 4-я бригада (командир – бригадный генерал Луи Валлен)
  - 8-й конно-егерский полк (командир – полковник Эдмон де Талейран-Перигор)
  - 9-й конно-егерский полк (командир – полковник Эжен д'Авранж де Кермон)
  - 25-й конно-егерский полк (командир – полковник Поль Фодоа)
- 5-я бригада (командир – бригадный генерал Жан-Батист ван Мерлан)
  - 1-й конно-егерский полк (командир – полковник Пьер Юбер)
  - 19-й конно-егерский полк (командир – полковник Анри Венсан)
- 6-я бригада (командир – бригадный генерал Поль Дермонкур)
  - 2-й конно-егерский полк (командир – полковник Луи Мати)
  - 3-й конно-егерский полк (командир – полковник Ашиль Руайе)
  - 6-й конно-егерский полк (командир – полковник Огюст де Талуэ де Бонамур)
    - Всего: 21 эскадрон, 1910 человек, 6 орудий.

На 19 февраля 1814 года:
- 5-я бригада (командир – бригадный генерал Жак-Жерве Сюберви)
  - 3-й гусарский полк
  - 13-й гусарский полк
  - 14-й конно-егерский полк
- 6-я бригада (командир – бригадный генерал Шарль дю Коэтлоке)
  - 26-й конно-егерский полк
  - 27-й конно-егерский полк
    - Всего: около 1500 человек.